# Leyton Orient FC
A Leyton Orient Football Club egy angol labdarúgócsapat, melyet 1881-ben alapítottak. Székhelye London Waltham Forest kerületében, Leytonban található. Jelenleg a League Two-ban, az angol labdarúgás negyedik legmagasabb osztályában szerepel. Két gyakori beceneve a The O's, illetve az Orient.
A csapat eddig mindössze egy szezont (1962/63) töltött az élvonalban. 1978-ban, Jimmy Bloomfield vezetése alatt a klub bejutott az FA Kupa elődöntőjébe, ahol 3-0-ra kikapott az Arsenaltól. 1993 októbere és 1995 szeptembere között egyetlen idegenbeli bajnokit sem nyert meg a csapat, aminek köszönhetően az 1994/95-ös szezonban a harmadosztály utolsó helyén végzett. A 2012/13-as idényben az Orient bejutott a Football League Trophy területi döntőjébe, de ott összesítésben 3-2-re kikapott a Southend Unitedtől, így nem jutott be a Wembleyben rendezett országos döntőbe.
A csapat a Brisbane Roadon játssza hazai meccseit, melynek hivatalos neve jelenleg Matchroom Stadion, a klubelnök, Barry Hearn által alapított céggel kötött szponzori szerződés miatt. Hearn 1995-ben vásárolta meg a klubot 5 fontért, miután az akkori elnök, Tony Wood ruandai kávéültetvényei tönkrementek az afrikai országban zajló polgárháborúk alatt. Az Orient ekkoriban a csőd szélén állt, megmeneküléséről egy dokumentumfilm is készült, Orient: Club for a Fiver címmel.
A jelenlegi menedzsert, Russel Slade-et 2010-ben nevezte ki a klub vezetősége. Irányítása alatt élesen váltakozott a csapat formája, de 2013-ig sikerült bent tartania az Orientet a League One-ban ám tavaly végül kiesett.

## Klubtörténet

### Megalapítás és névváltoztatások
A Leyton Orientet 1881-ben alapították a Glyn Cricket Club tagjai, akiknek a többsége a Homerton Főiskola korábbi tanulója volt. A csapat neve az évek alatt többször megváltozott, először 1886-ban, amikor Eagle Cricket Club lett, majd 1888-ban Orient Football Clubra keresztelték át. A klub történésze, Neilson N Kaufman szerint az Orient név egy játékos, Jack R Dearing ötlete volt, aki az Orient Hajózási Társaságnál dolgozott. 1898-ban ismét megújult a név, ezúttal Clapton Orientre, Londonnak azt a kerületét képviselve, melyben a csapat székhelye volt akkoriban, bár már ekkor is létezett a Clapton FC nevű csapat.
Az Orient a második legrégebben alapított londoni csapat a The Football League történetében a Fulham után és összességében a 24. legidősebb klub a The Football League-en belül. 1904-ben a Southern Federation's League másodosztályában szerepelt az Orient, majd 1905-ben csatlakozott a The Football League-hez. A részidős játékosok, például Herbert Kingaby akkoriban átlagosan 2 fontot és 4 shillinget kerestek, ami mai árfolyamon körülbelül 175 fontnak felel meg, a kifizetések gyakran pontatlanul érkeztek.
A csapat 1937-ben áttette a székhelyét Leyton-ba. Mivel Leyton FC nevű csapat már volt, ezért a második világháború után Leyton Orient lett a klub neve. 1966-ban egyszerűen Orient FC lett a csapat a neve, miután Leyton egybeolvadt London Waltham Forest kerületével. A Leyton Orient név 1987-ben, a szurkolók kérésére tért vissza.

### Az első világháború alatt és után
Az 1914/15-ös szezon után beszüntették a hivatalos bajnokságokat az első világháború miatt. Az akkor Clapton Orient néven működő csapatból 41 fő csatlakozott a middlesexi 17. zászlóaljhoz. Angliában egyetlen csapatból sem csatlakoztak többen a harcolókhoz. A szezon utolsó meccsén, a Leicester Fosse ellen 2-0-ra nyert hazai pályán az Orient. A találkozóra 20 ezer néző látogatott ki, akik a lefújás után ünnepséggel búcsúztatták a harcolni induló játékosokat. Az eseményről készült néhány felvétel jelenleg is megtalálható a Brit Filmintézet archívumában.
A Somme-i csatában három játékos vesztette életét: Richard McFadden, George Scott és William Jonas. McFaddent valódi hősként tisztelték, hiszen korábban kimentett egy fuldokló fiút a Lea folyóból, valamint egy férfit egy égő házból. Bár az említett három játékoson kívül mások nem haltak meg a harcok során, de néhányan olyan súlyos sérüléseket szenvedtek, hogy nem térhettek vissza a pályára.
1921. április 30-án a walesi herceg, a későbbi VIII. Eduárd brit király kilátogatott az Orient Notts County elleni mérkőzésére, a Millfields Roadra. Ez volt az első alkalom, hogy a királyi család valamelyik tagja kilátogatott a The Football League egyik mérkőzésére. A herceg a csapat játékosainak első világháborúban mutatott hazafias, bátor viselkedése elismeréseként tekintette meg a meccset. Erre a történelmi eseményre ma emléktábla emlékeztet a Millfields Roadon.
A csapat játékosainak háborús részvételéről 2005-ben könyvet írt Stephen Jenkins, They Took The Lead címmel. 2006 júliusában Les Bailey segítségével utazást szervezett Somme-ba, Franciaországba, az első világháborús sírokhoz, hogy a szurkolók leróhassák kegyeletüket a harcok során elhunyt Orient-játékosok előtt. Ez volt az első hivatalos sírlátogatás 90 év óta. Az akció remekül sikerült, 150 szurkoló jelentkezett az útra. A második túrán 2008-ban már 183-an vettek részt.

### A 20. század második fele

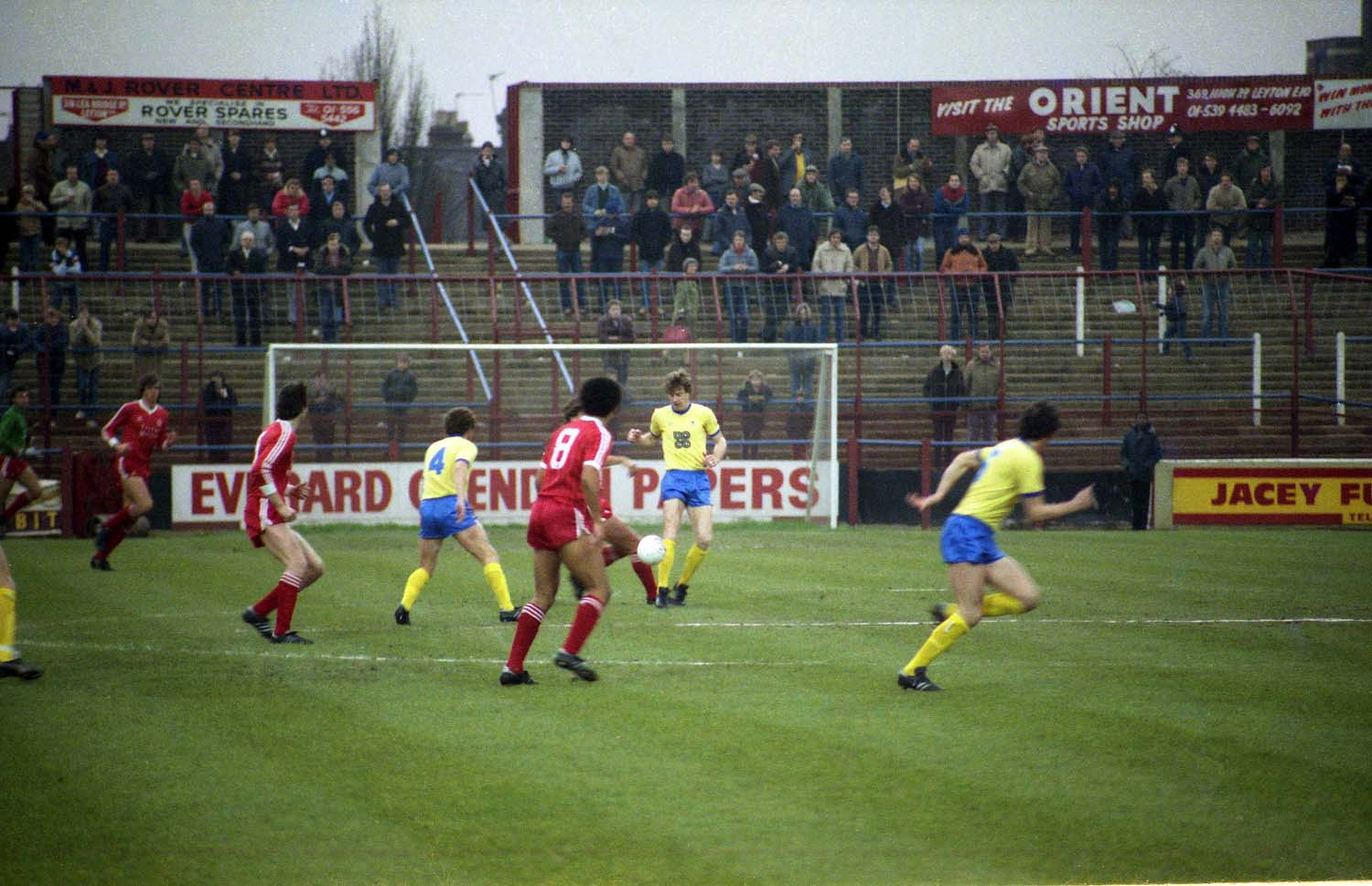
Az Orient (vörösben) 1982-ben

A klub az 1960-as és 1970-es években élte a fénykorát. Az 1961/62-es idényben feljutott az élvonalba, miután második helyen végzett a másodosztályban, Johnny Carey irányítása alatt. A csapat gyengén szerepelt a szezon alatt és végül ki is esett. Ennek ellenére aratott egy emlékezetes győzelmet, amikor hazai pályán megverte helyi riválisát, a West Ham Unitedet. Máig ez az egyetlen élvonalbeli idénye a klubnak. Az Orient az 1970-es évek során végig a másodosztályban szerepelt. Egyik legemlékezetesebb meccsét 1972-ben játszotta a csapat, amikor kétgólos hátrányól fordítva 3-2-re győzött a Chelsea ellen az FA Kupa ötödik körében. 1978-ban a kupa elődöntőjéig jutott a klub, ennél tovább azóta sem sikerült jutnia.
Az 1980-as években már kevésbé szerepelt jól a gárda, kétszer is kiesett, így a negyedosztályban találta magát. Az 1988/89-es szezonban, Frank Clark irányítása alatt aztán bejutott a negyedosztály rájátszásába, melynek a döntőjében összesítésben 2-1-re legyőzte a Wrexhamet. A feljutás után, az 1990-es évek során egyre javultak a csapat eredményei a harmadosztályban, az 1992/93-as idényben például csak rosszabb gólkülönbsége miatt maradt le a rájátszásról. Ezt követően viszont rendkívül nehéz anyagi helyzetbe került a klub, amikor az akkori elnök, Tony Wood kávéüzlete tönkrement a ruandai polgárháború miatt. Ennek eredményeképp a csapat visszaesett a negyedosztályba. 1999-ben és 2001-ben is bejutott a rájátszás döntőjébe, de megnyernie egyszer sem sikerült azt. Utóbbi döntőt a Millennium Stadionban rendezték, ahol az Orient játékosa, Chris Tate a kezdő sípszó után 27 másodperccel gólt szerzett. Máig ez a Millennium Stadion leggyorsabb rájátszásbeli gólja. A csapat leggyorsabb gólját 2005. március 28-án szerezte szerezte Lee Steele korábbi klubja, az Oxford United ellen, mindössze 12 másodpercre volt szüksége a találathoz.

### A 2000-es évek és újbóli feljutás
A két elvesztett rájátszás döntő után visszaesett a csapat teljesítménye. Tommy Taylor 2001-ben bekövetkezett távozása után Paul Brush vette át az irányítást, de őt két sikertelen év után menesztette a vezetőség. 2003 októberében a klub korábbi játékosa, Martin Ling ült le a kispadra, ekkor a csapat az utolsó előtti helyen állt. Sikerült megmentenie a klubot a kieséstől, majd a következő évek folyamatos fejlődést hoztak. A 2005/06-os szezonban harmadik helyen végzett az Orient, így automatikusan feljutott a League One-ba. 36 év óta ez volt az első alkalom, hogy a csapat automatikus feljutást harcolt ki és 11 év után először sikerült feljebb kerülnie a negyedosztályból. A feljutás csak a szezon utolsó meccsén dőlt el. Az Orient sokáig 2-2-re állt az Oxford United ellen és úgy tűnt, lemarad az automatikus feljutásról. Ekkor azonban a szintén a feljutásért küzdő Grimsby Town gólt kapott, amivel már a Leyton volt előnyben a tabellán. Lee Steele góljával végül az Orient is megnyerte a maga meccsét, így megszerezte a harmadik helyet. Ez az eredmény az Oxfordnak kiesést jelentett. Ironikus módon a Grimsby menedzsere ebben az idényben az a Russell Slade volt, aki később az Orienthez szerződött. Ugyanebben az évben az FA Kupában is jól szerepelt a klub, a negyedik körig jutott, többek között a Premier League-ben szereplő Fulhamet is legyőzve.
A harmadosztályba való visszatérés nem volt zökkenőmentes, a csapat a 2006/07-es idény nagy részét a kiesőzónában töltötte. Karácsony után javultak az eredményei, legyőzte többek között a Millwallt, a Tranmere Roverst és a későbbi kieső Bradford Cityt is és végül négy hellyel a kiesőzóna fölött, a 17. pozícióban végzett. A szezon után az egy évvel korábban feljutást kiharcoló játékosok nagy része távozott a klubtól. Néhányukkal szerződést bontott a csapat, mások eligazoltak. Bár a klubot ekkor már kilenc éve szolgáló Matthew Lockwood szerződést hosszabbított, a felkészülési időszakban mégis a Nottingham Foresthez igazolt.
A 2007/08-as szezon már jobban sikerült, a 14. helyen zárt a gárda, 60 ponttal. Főleg az idény első felében volt formában, karácsony után visszaesett a teljesítménye. Utolsó 12 meccséből mindössze hármat nyert meg, de a kieséstől nem kellett tartania.
A következő évadot egy Hereford United elleni 2-1-es győzelemmel kezdte a klub. Az ígéretes kezdést gyenge eredmények követték szeptemberben és októberben. Ekkor mindössze két idegenbeli meccset nyert meg a csapat, egy Walsall elleni bajnokit és egy Southend United elleni Football League Trophy-mérkőzést. A kupa következő fordulójában, a Brighton & Hove Albion kiesett a csapat. A bajnokságban ekkor mindössze a 22. helyen állt. Az FA Kupában sikerült eljutnia a negyedik körig, többek között a Colchester Unitedet és a Bradford Cityt is legyőzve, végül a Sheffield United ellen esett ki, 4-1-gyel. A rossz bajnoki eredmények miatt a vezetőség elküldte Martin Linget és segédjét, Dean Smith-t. Az ificsapat edzője, Kevin Nugent ült le megbízott menedzserként három meccsre a kispadra. 2009. február 5-én Geraint Williams kapta meg a menedzseri állást a szezon végéig. Remekül kezdett, első kilenc meccséből hetet megnyert, amivel a 15. helyig lépett előre az Orient. Április 13-án, a Swindon Town elleni 1-0-s győzelemmel a csapat bebiztosította bennmaradását, az idényt végül a 14. helyen zárta.
2009. július 25-én emlékezetes barátságos mérkőzést játszott az Orient a Newcastle United ellen, melyet 6-1-re megnyert. Később a Ligakupa első körében legyőzte a Colchester Unitedet, így a második fordulóban összecsaphatott az élvonalbeli Stoke Cityvel.

### A 2010-es évek

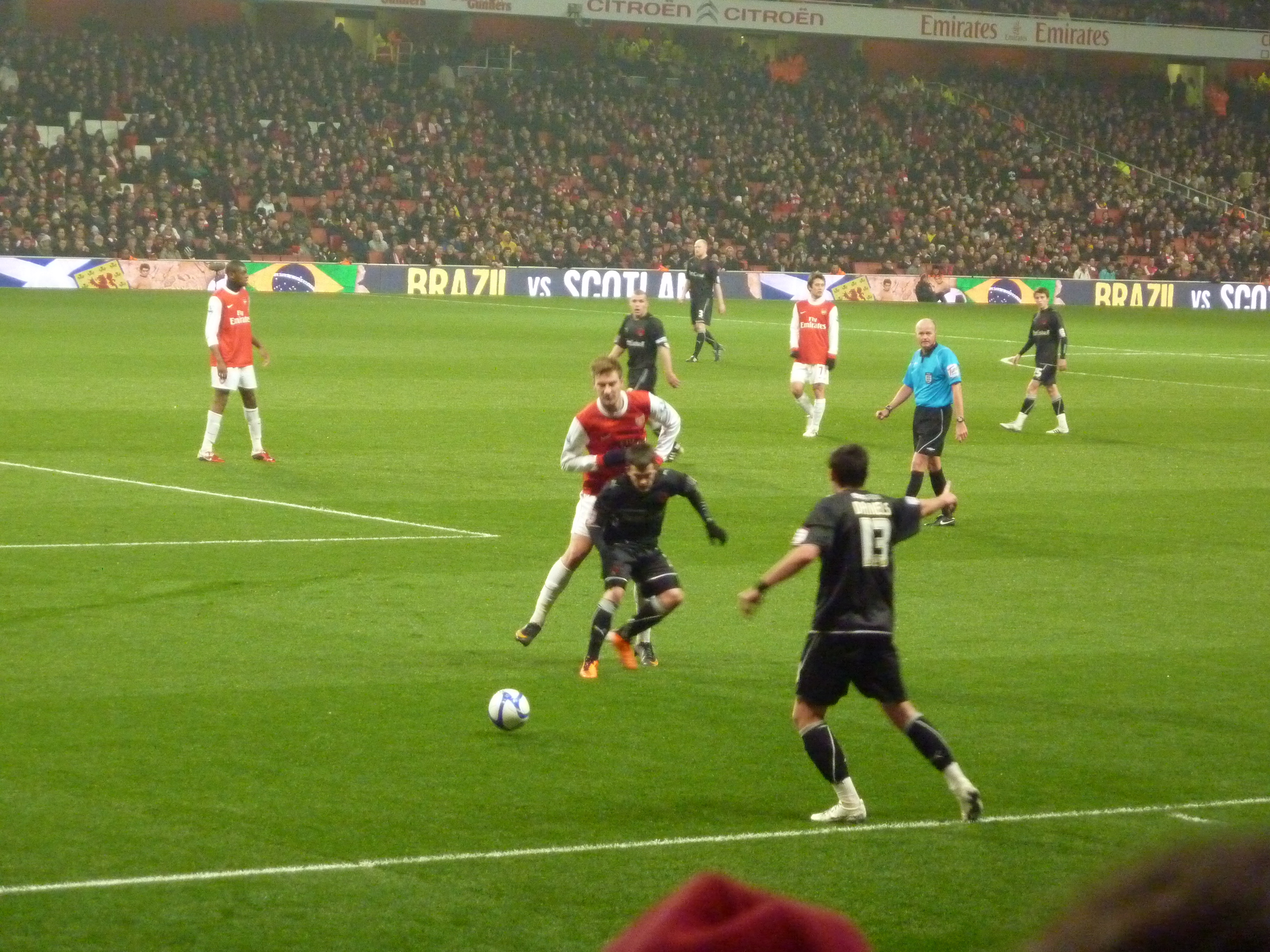
Az Orient az Arsenal ellen

2010. április 3-án Geraint Williamset menesztette a vezetőség, miután a csapat 3-1-es vereséget szenvedett a szintén a kiesés ellen küzdő Hartlepool United ellen. Ismét Kevin Nugent vette át ideiglenesen az irányítást, mindössze egy meccsen ült a kispadon, melyet az Orient 2-1-re elveszített a Southampton ellen. Ezután Russell Slade kapta meg az állást a szezon végéig. Bár kevés volt hátra az idényből, sikerült a 17. helyre vezetnie a klubot, mindössze egy ponttal elkerülve a kiesést. 2010 nyarán a vezetőség két évvel meghosszabbította Slade szerződését. A 2010/11-es idény nem indult jól az Orient számára, de a karácsonyi időszakban feljavultak az eredmények. Ekkor győzött a csapat 8-2-re az FA Kupa második körében, a Droylsden ellen. Sokak szerint ez volt minden idők egyik legfurcsább meccse. Az Orient hosszú ideig kétgólos hátrányban volt, majd kiegyenlített, kiharcolva a hosszabbítást, ahol hat gólt szerzett. A harmadik fordulóban a másodosztályú Norwich City volt az ellenfél, melyet idegenben sikerült 1-0-ra legyőzni. A negyedik körben a szintén a Championshipben szereplő Swansea Cityt kapta ellenfélül az Orient és 2-1-re győzött a Liberty Stadionban. A következő forduló álommeccset hozott a csapat számára, hiszen vendégül láthatta az Arsenalt a Brisbane Roadon. A mérkőzés hatalmas meglepetésre 1-1-gyel zárult, Jonathan Téhoué késői egyenlítő góljának köszönhetően. Az újrajátszott találkozón már érvényesült a papírforma és az Arsenal nyert 5-0-ra az Emirates Stadionban. Ez volt az Orient leghosszabb FA Kupa-menetelése 1982 óta. A csapatnak volt egy 14 meccses veretlenségi sorozata a szezon során, de végül egy ponttal lemaradt a rájátszást érő helyekről.

## Címer
A csapat címerén két vivern (a sárkányhoz hasonló mitológiai lény) látható egymással szemben, egy futball-labda fölött. Emellett olvasható rajta a csapat neve és alapítási éve. A vivern 1976-ban vált a klub szimbólumává, miután Leyton London részévé vált. A vivernek a legenda szerint a Temze védelmezői. Emellett az Orient Hajózási Társaságra és a tengerre való utalás is lehet. Az Orient kabalafigurája szintén egy vivern, Theo. Neve a The O's becenévből ered és a 2000/01-es szezonban jelent meg először.
A korábbi logón Leyton címere és egy vörös sárkány volt látható.

## Riválisok
Az Orient legfőbb riválisának jelenleg a Southend Unitedet tartják, mivel a két csapat földrajzilag közel található egymáshoz és 1998 valamint 2005 gyakran találkoztak a bajnokságban. Bajnokit a 2009/10-es szezon óta nem játszottak egymással, mivel ekkor a Southend kiesett a League One-ból. 2011-ben összesorsolták őket a Ligakupában, a meccset büntetőkkel az Orient nyerte. Legutóbb 2013-ban találkozott a két csapat, a Football League Trophy déli területi döntőjében, ahol összesítésben 3-2-re győzött a Southend United.
A helyi riválisok közé tartozik még a Brentford, a Dagenham & Redbridge és a West Ham United, mellettük a Brighton & Hove Albionnal és a Cambridge Uniteddel is rivalizál a csapat.
Történelmi rivális még a Leyton és az azóta már megszűnt Leytonstone, valamint Walthamstow Avenue.

## Stadion

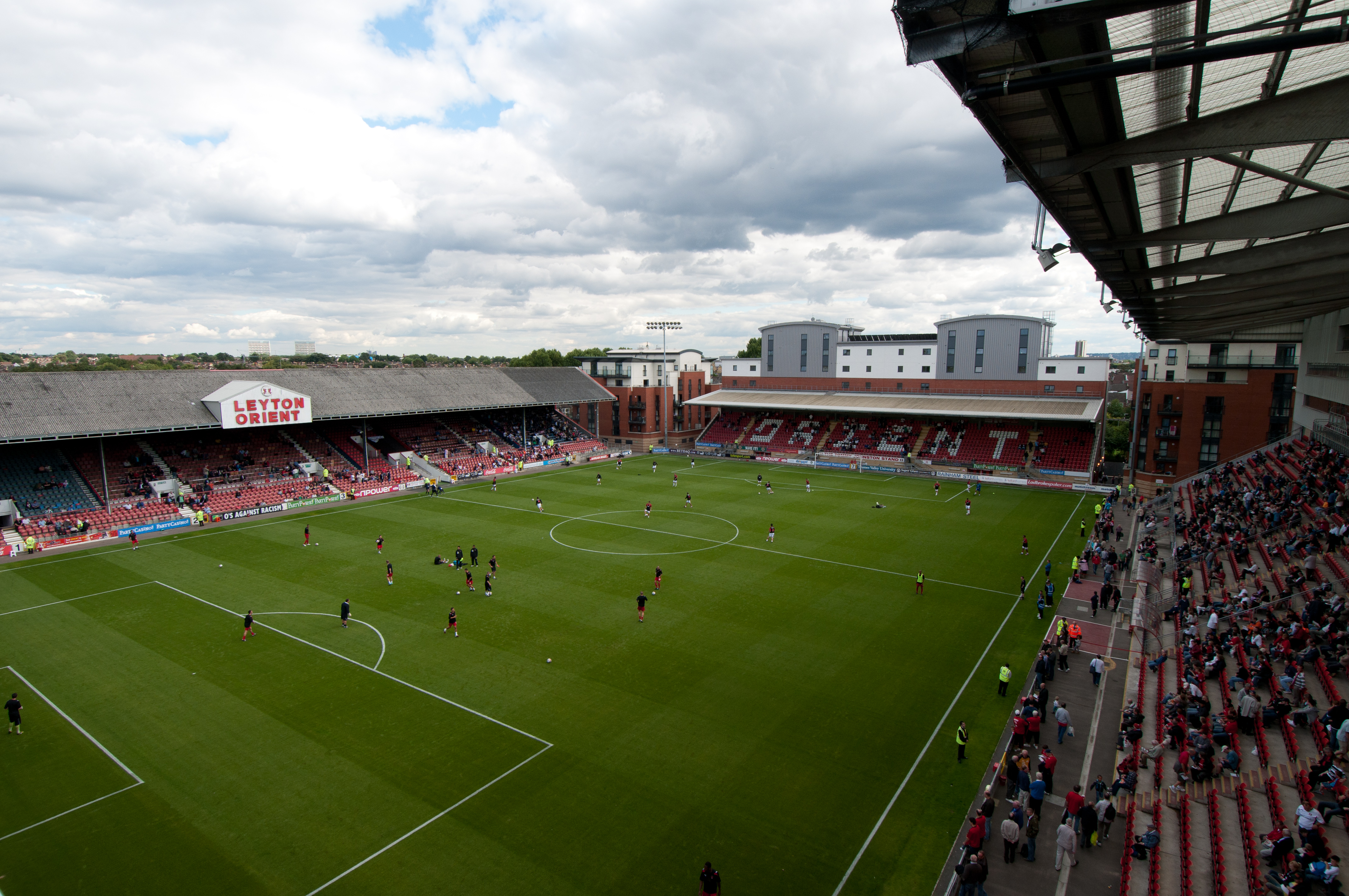
A Brisbane Road belülről

A Leyton Orient első pályája a Glyn Roadon volt található, melyet 1884 és 1896 között használt. Ezután a Whittle's Athletic Groundra költözött, ahol 1900-ig maradt. Néhány felkészülési meccs erejéig a helyi krikettcsapat pályáját, a Leyton Crickett Groundot is igénybe vette a klub. Ezt követően áttette a helyét a Millfields Roadra, majd 1930-ban a Lea Bridge Roadra. A pályát körülvevő kerítésre sok panasz érkezett, ezért ennek a problémának az orvoslásáig ideiglenesen más stadionokban kellett játszania a csapatnak. Többek között a Wembleyben és a Highburyben is megfordult ebben az időszakban a klub. 1937-ben költözött be jelenlegi stadionjába, a Brisbane Roadra.
A Brisbane Road sok változáson ment át az Orient érkezése óta. A pályát korábban Osborne Roadnak hívták és a Leyton FC használta. Mindössze egy lelátója volt, melyet "narancsos láda" néven emlegettek és 475 néző fért el rajta. A lelátó a keleti oldalon volt található, szemben, a nyugati oldalon pedig egy salakos állóhelyi rész volt. Az East Standet (főlelátó) 1956-ban, a mitchami Greyhound Stadionból hozatta a csapat. Ehhez az elhelyezés után még hozzáépítettek, hogy kitöltse a teljes keleti oldalt. Az East Stand állóhelyes részeire az 1990-es évek második felében ülőhelyek kerültek. A későbbi évtizedek során a nyugati oldali lelátó egy fedett, kizárólag ülőhelyes részeket kínáló lelátó lett és az északi valamint a déli oldalakra is került egy-egy fedetlen lelátó.
A biztonsági előírások miatt és a nagyobb nézőszám érdekében eszközölt változásokat sok esetben anyagi nehézségek hátráltatták, amit többek között úgy orvosolt a csapat, hogy építési vállalkozóknak eladta a földterület bizonyos részeit, ahová azóta bérházak épültek. Az átalakítások a 2007/08-as szezon előtt fejeződtek be. A stadion jelenleg 9271 néző befogadására alkalmas. 2008-ban a South Standet (déli lelátó) átkeresztelték Tommy Johnston Standre, a csapat leggólerősebb játékosa előtt tisztelegve. A stadion neve jelenleg Matchroom Stadion a klubelnök cégével között szponzori szerződést értelmében. 2011 októberében az Orient kérelmet nyújtott be, hogy a 2012-es londoni olimpia után használhassa az Olimpiai Stadiont, de nem kapta meg az engedélyt, mivel ehhez legalább 25 ezres átlag nézőszámot kellett volna tudnia felmutatni a csapatnak, de a Brisbane Roadra átlagosan csak 5000 szurkoló látogat ki meccsenként.

## Mezszponzorok
A csapat mezszponzorai az évek során az Independent Transport, az Acclaim Entertainment, a Marchpole, a Matchroom Sport és a PokerMillion.com voltak. 2008-ban hároméves szerződést kötött a klub a PartyGaming.commal. Ezen időszak alatt a PartyPoker.com, PartyBets.com és a PartyCasino.com feliratok szerepeltek a csapat mezein. A 2012/13-as szezonban a Samsung és a FIFA 13 volt a két fő mezszponzor.
2020-ban Harry Kane lett a csapat mezszponzora.Az eladott mezekből befolyt összeget jótékony célokra fordítja majd.

## Rekordok
- Legnagyobb győzelem: 8-0 a Crystal Palace ellen, 1955. november 12-én; 8-0 a Rochdale ellen, 1987. október 14-én; 8-0 a Colchester United ellen, 1988. október 15-én; 8-0 a Doncaster Rovers ellen, 1997. december 28-án
- Legnagyobb vereség: 0-8 az Aston Villa ellen, 1929. január 30-án
- Legmagasabb nézőszám: 38 219 fő a Tottenham Hotspur ellen, 1929. március 16-án
- Legtöbbszörös válogatott játékosok: John Chiedozie (Nigéria), Tunji Banjo (Nigéria), Tony Grealish (Írország) – mindhárman hétszeres válogatottak
- Legtöbb bajnoki gól egy szezon alatt: Tommy Johnston, 35 gól az 1957/58-as szezonban
- Legtöbb gól összesen: Tommy Johnston, 121 gól 1956 és 1958, valamint 1959 és 1961 között
- Legdrágábban eladott játékos: Gabriel Zakuani, aki 1 millió fontért igazolt a Fulhamhez 2006 júliusában
- Legdrágábban leigazolt játékos: Paul Beesley, akiért 175 ezer fontot fizetett az Orient a Wigan Athleticnek 1989 októberében.
- Leggyakoribb bajnoki helyezés: 19. hely
- Leggyorsabb play-off-döntős gól: 27 másodperc, 2001 májusában, a Blackpool ellen.

## Játékosok, edzők

### Jelenlegi keret
2013. április 21. szerint
| #  |     | Poszt | Név               |
| -- | --- | ----- | ----------------- |
| 1  | ENG | K     | Jamie Jones       |
| 2  | IRE | KP    | Leon McSweeney    |
| 3  | ENG | V     | Gary Sawyer       |
| 4  | FRA | V     | Romain Vincelot   |
| 5  | SCO | V     | Scott Cuthbert    |
| 6  | FRA | V     | Mathieu Baudry    |
| 7  | ENG | KP    | Dean Cox          |
| 9  | JAM | CS    | Kevin Lisbie      |
| 11 | ENG | KP    | Jimmy Smith       |
| 12 | ENG | K     | Lee Butcher       |
| 14 | ENG | CS    | Charlie MacDonald |

| #  |     | Poszt | Név                 |
| -- | --- | ----- | ------------------- |
| 15 | ENG | V     | Nathan Clarke       |
| 17 | ENG | KP    | Moses Odubajo       |
| 19 | ENG | K     | Charlie Grainger    |
| 20 | ENG | CS    | Afolabi Obafemi     |
| 21 | ENG | KP    | Lee Cook            |
| 22 | IRE | KP    | Martin Rowlands     |
| 23 | WAL | KP    | Lloyd James         |
| 24 | ENG | KP    | Harry Lee           |
| 25 | ENG | V     | De'Reece Vanderhyde |
| 27 | ENG | V     | Elliott Omozusi     |
| 39 | IRE | CS    | Dave Mooney         |

### Kölcsönben
| # |            | Poszt | Név                                |
| - | ---------- | ----- | ---------------------------------- |
| 8 | Montserrat | KP    | Anthony Griffith (a Port Vale-nél) |

### Szakmai stáb
| Munkakör                             | Név                   |
| ------------------------------------ | --------------------- |
| Menedzser                            | Russell Slade         |
| Menedzser asszisztens                | Kevin Nugent          |
| Ifiedző                              | Andy Edwards          |
| Kapusedző / Vezető játékosmegfigyelő | Kevin Dearden         |
| Fizikoterapeuta                      | Dave Appanah          |
| Utánpótlásprogram-vezető             | Christian Wynne       |
| Ifi fizikoterapeuta                  | Joe Sharp             |
| Csapatorvos                          | Dr Christopher Hughes |
| Készenléti nézőtéri orvos            | Dr Carl Waldmann      |
| Szertáros                            | Adrian Martin         |
| Erőnléti edző                        | Lee Southernwood      |

## Sikerek

### Bajnoki sikerek
- Division Two (másodosztály)
  - Második helyezett: 1961/62
- Division Three (harmadosztály)
  - Bajnok: 1969/70
- Division Three South (harmadosztály, déli csoport)
  - Bajnok: 1955/56
  - Második helyezett: 1954/55

### Kupasikerek
- FA Kupa
  - Elődöntős: 1977/78

## Híres szurkolók
A csapatnak olyan hírességek szurkolnak, mint Bob Mills, Daniel Mays, valamint Julian és Andrew Lloyd Webber. Andrew Lloyd Webber Variations című albumát egy fogadás eredményeként komponálta, miután testvérével, Juliannel fogadott egy Orient-meccs végeredményére és veszített. A Variations aranylemezét egy Leicester City elleni meccs szünetében Julian Lloyd Webber a Leyton elnökének ajándékozta.

## Ajánlott olvasmányok
- Jenkins, Stephen. They Took The Lead: The Story of Clapton Orient's Major Contribution to the Footballers' Battalion in the Great War. DDP One Stop UK Ltd (2005)
- Kaufman, Neilson N.. The Official Leyton Orient Quiz Book. DB Publishing (2012)
- Kaufman, Neilson N.. The Eddie Lewis Story: From Manchester to Soweto. Derwent Press (2008). ISBN 978-18466703-3-6
- Kaufman, Neilson N.. The Complete Record 1881–2006. Breedon Books (2006). ISBN 978-18598348-0-0
- Kaufman, Neilson N.. The Goal Gourmet: The Peter Kitchen Story. Derwent Press (2006). ISBN 978-18466702-0-6
- Kaufman, Neilson N.. Tommy Johnston: The Happy Wanderer. Breedon Books (2004). ISBN 978-18598343-2-9
- Kaufman, Neilson N.. The Men Who Made Leyton Orient FC. The History Press (2002). ISBN 978-07524241-2-5
- Kaufman, Neilson N.. Images of Sport: Leyton Orient Football Club. The History Press (2000). ISBN 978-07524209-4-3
- Kaufman, Neilson N.. The Centenary Handbook: 100 years of the O's. Breedon Books (1981)
- McDonald, Tony. Leyton Orient: The Untold Story of the O’s Best Ever Team. Football World (2006)
- Michie, Adam. Orientation. Chequered Flag Publishing (2012). ISBN 978-09569460-1-0
- Simpson, Matt. Leyton Orient Greats. Breedon Books (2008)

## Külső hivatkozások
- Hivatalos honlap
- A csapattal kapcsolatos hírek a BBC Sporton
- Leyton Orient Szurkolói Alapítvány